# ملکه‌های جیغ (مجموعه تلویزیونی ۲۰۱۵)
ملکه‌های جیغ (به انگلیسی: Scream Queens) یک مجموعهٔ تلویزیونی کمدی، ترسناک تولید شده توسط رایان مورفی، ایان برنن و برد فالچوک که از شبکه شبکه رسانه‌ای فاکس در تاریخ ۲۲ سپتامبر۲۰۱۵ پخش شد. فصل اول در یک سری از قتل مربوط به خواهری کاپا کاپا تاو متمرکز شده است.

## خلاصه داستان
داستان سریال دربارهٔ دانشکده‌ای است که در آن مجموعه‌ای از قتل‌های پشت سر هم اتفاق افتاده و بر گرفته از یک داستان واقعی می‌باشد که ۲۰ سال پیش اتفاق افتاده است.